# Chlorissa decipiens
Chlorissa decipiens là một loài bướm đêm trong họ Geometridae.